# Vegetarianism

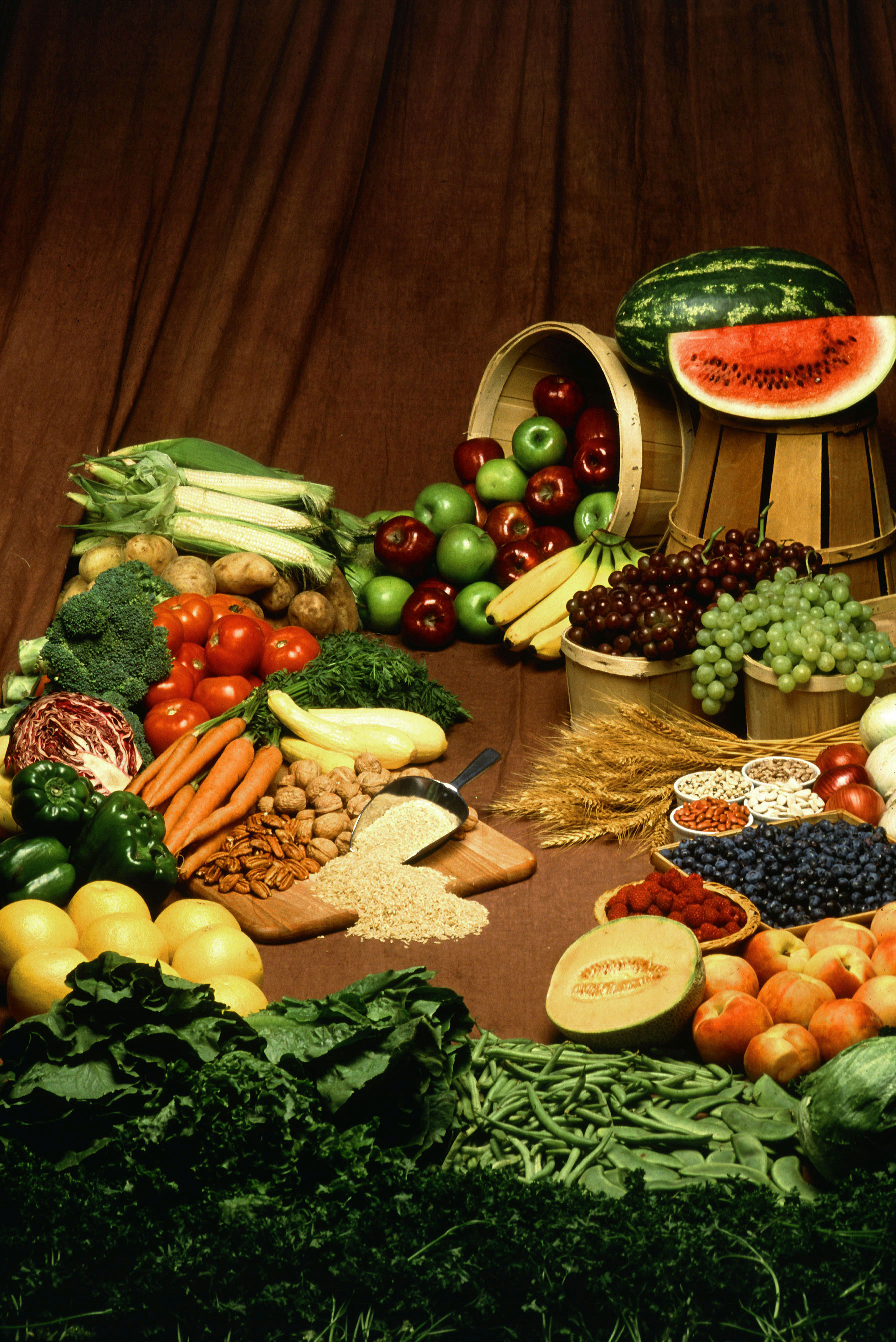
Varietate de alimente vegetariene.

Vegetarianismul este practica unei diete ce exclude toate produsele animale, printre care mezelurile, peștele, stridiile, crustaceele și alte produse obținute prin măcel.
Sunt mai multe variante de dietă, unele includ ouăle și/sau alte produse obținute de la animale, precum lactatele, icrele și mierea, pe când veganismul exclude tot ce ține de produse animale. Un termen ar fi regim pe bază de plante.
O dietă vegană este o formă de vegetarianism ce exclude toate produsele animale din dietă, printre care și mierea. Acei care practică veganismul din motive etice exclud produsele animale din dieta lor ca parte dintr-o practică mai mare de înfrânare de la folosirea animalelor pentru orice scop (ex. piele, blană etc.), deseori din susținere pentru drepturile animalelor.
Mulți vegetarieni consumă produse lactate, iar mulți mănâncă ouă. Lacto vegetarianismul include produsele lactate dar exclude ouăle (astfel fiind practicat de vegetarienii hinduși din India), ovo vegetarianismul include ouăle dar exclude lactatele, iar lacto-ovo vegetarianismul le cuprinde pe amândouă. Apivegetarianismul include Mierea.
Semi-vegetarianismul se constituie dintr-o dietă bazată pe mâncărurile vegetariene, dar poate include pește sau câteodată mezeluri, precum și lactate sau ouă. Asocierea semi-vegetarianismului cu vegetarianismul în argoul profesional, în special pescetarianismul (denumit și pesco-vegetarianism; este descris ca o dietă vegetariană ce include pește), a dus la ceea ce grupurile vegetariene au citat ca fiind categorisire improprie a acestor diete ca fiind vegetariene. Societatea vegetariană, care a inițiat popularitatea folosirii termenului „vegetarian” de prin 1847, condamnă asocierea semi-vegetarianismului ca vegetarianism valid; organizația indică faptul că a consuma pește nu este vegetarian.
Motivul alegerii acestei diete poate fi legat de moralitate, religie, cultură, etică, estetică, mediul înconjurător, societate, economie, politică, gust sau sănătate. Dietele vegetariene pregătite corespunzător satisfac valorile nutriționale pentru toate stagiile vieții.

## Varietăți de vegetarianism

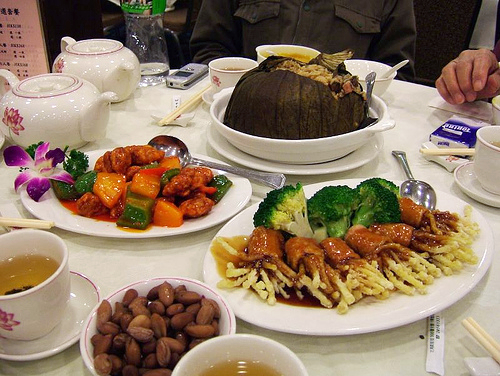
Cuisine Budist - Numai alimente vegetariene

| Numele dietei           | Carne, mezeluri, pește | Ouă | Produse lactate | Mierea |
| ----------------------- | ---------------------- | --- | --------------- | ------ |
| Vegetarianism           | Nu                     | Nu  | Nu              | Da     |
| Apivegetarianism        | Nu                     | Nu  | Nu              | Da     |
| Lacto-ovo vegetarianism | Nu                     | Da  | Da              | Da     |
| Lacto vegetarianism     | Nu                     | Nu  | Da              | Da     |
| Ovo vegetarianism       | Nu                     | Da  | Nu              | Da     |
| Veganism                | Nu                     | Nu  | Nu              | Nu     |

### Alte practici dietetice asociate frecvent cu vegetarianismul
- Fructarianismul este dieta constituită numai din fructe, nuci, semințe și alte produse de la plante, care pot fi recoltate fără a răni planta.
- Apivegetarianismul este dieta constituită numai din produse vegetale și Miere.
- Vegetarianismul Su are origini în Hinduism, exclude toate produsele animale, precum și legumele rău-mirositoare: ceapa, usturoiul, prazul sau șalot.
- Dietă macrobiotică este un regim din cereale și fasole. Nu toate macrobioticele sunt vegetariene, unele conțin pește.
- Veganismul crud este o dietă din fructe, nuci, semințe și legume proaspete, nepreparate.
- Regimul veganistic: pe când veganii nu folosesc deloc produse animale, cei care urmează acest regim își limitează vegetarianismul la perioada de timp în care țin cură de slăbire.[7]

Unii vegetarieni evită de asemenea și produsele ce pot conțin ingrediente animale, care nu sunt incluse pe etichetă sau care folosesc preparate animale în fabricarea lor (ex. brânzeturi cu cheaguri animale, gelatină - din piele, oase sau țesuturi ale animalelor, unele feluri de zahăr, ce sunt albite cu măduvă osoasă și alcool purificat cu gelatină sau crustacee sau sturioni pisați). Vegetarienii care mănâncă ouă le preferă pe cele din piața țărănească (și nu cele de la fermele industriale) din motive etice.

### Diete semi-vegetariene
Aceste diete sunt pe baza celei vegetariene, dar permit consumarea produselor non-vegetariene. Următorii termeni sunt neologisme derivate de la „vegetarianism”:
- Semi-vegetarianism: O dietă ce exclude anumite cărnuri, în particular carnea roșie, dar permite consumarea altor feluri în proporții limitate.

- Pescetarianism: Exclude toate cărnurile, exceptând peștele, stridiile și crustaceele.
- Pollotarianism: Elimină tot în afară de mezeluri și carne de pasăre.
- Flexitarianism: Dietă în special din alimente vegetariene, care permit excepții ocazionale.

## Etimologie
Prima Societate Vegetariană fondată în 1847 susținea că a creat cuvântul din latinescul „vegetus” însemnând „plin de viață” (așa cum acești primi vegetarieni spuneau că dieta îi face să simtă). Totuși, Dicționarul Englez Oxford și alte dicționare standard afirmă că este un derivat de la substantivul „vegetal” cu sufixul „-arian”.
Dicționarul Oxford arată, de asemenea, dovezi cum că termenul a apărut dinaintea societății:
- 1839 - „If I had to be my own cook, I should inevitably become a vegetarian.” (rom. Dacă ar fi să fiu propriul meu bucătar, aș deveni inevitabil vegetarian) — F.A. Kemble
- 1842 - „To tell a healthy vegetarian that his diet is very uncongenial with the wants of his nature.” (rom. A spune unui vegetarian sănătos că dieta sa nu este de același fel cu nevoile naturii sale.) — Healthian

Dar mai susține că folosirea termenului se datorează fondării societății la Ramsgate în 1847.

## Istorie

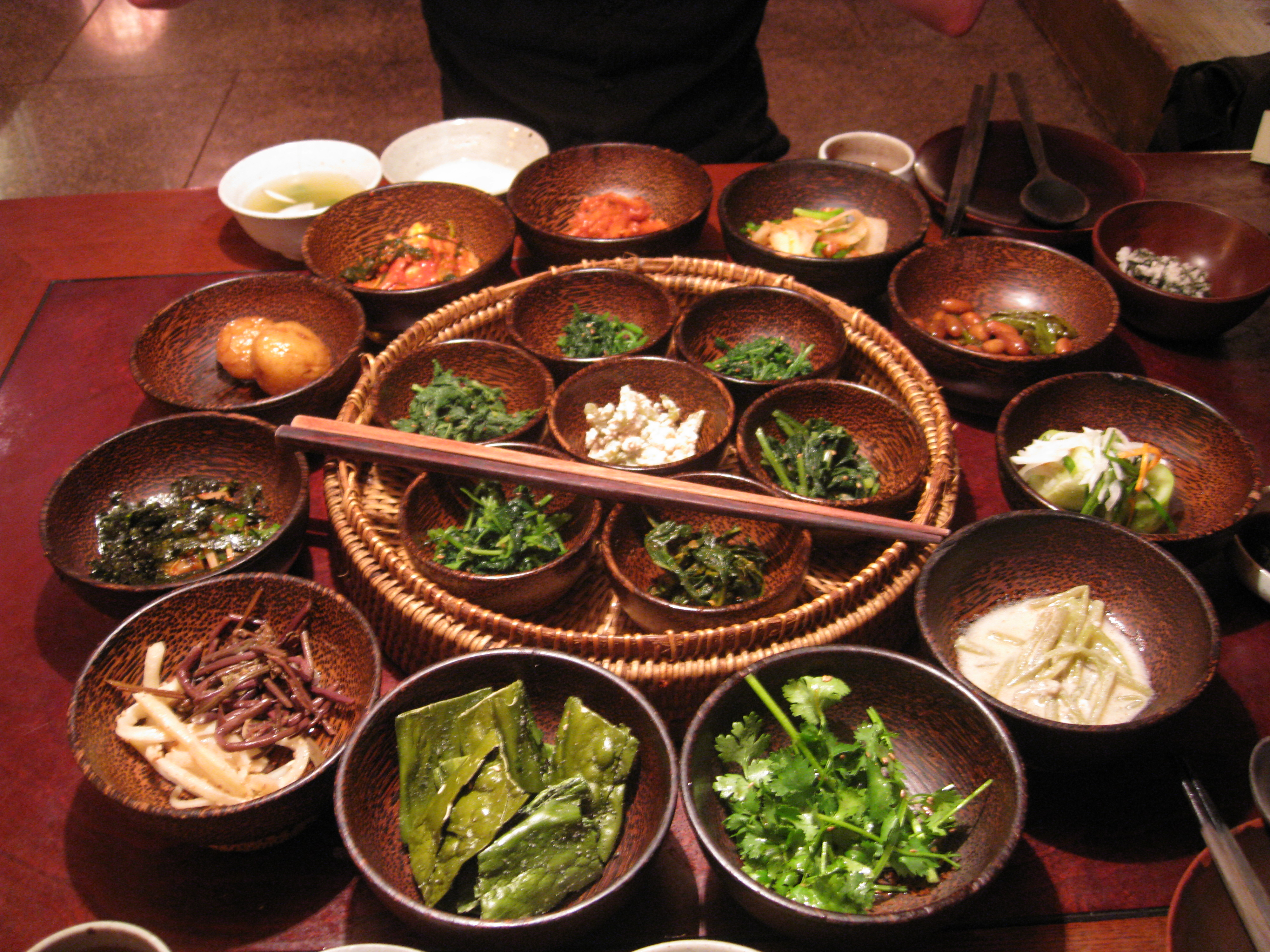
Cină vegetariană din Coreea

Primele registre ale vegetarianismului ca practică și concept, printre un număr considerabil de oameni, sunt din India antică și antica civilizație greacă în Sudul Italiei și în Grecia în secolul al VI-lea î.e.n.. În ambele cazuri, dieta a fost corelată cu ideea non-violenței față de animale și a fost promovată de grupuri religioase și filozofi. Urmând creștinarea Imperiului Roman în antichitate, vegetarianismul a dispărut practic din Europa. Câțiva călugări din Europa Medievală au interzis consumarea cărnii din motive ascetice, dar niciunul dintre ei nu excludeau peștele. Vegetarianismul a reapărut în Europa în timpul epocii Renașterii. A devenit o practică populară prin secolele al XIX-lea și al XX-lea. În 1842, termenul „vegetarianism“ datorită eforturilor fondatorilor Societății Vegetariene Britanice din Manchester. S-a născut din cuvântul latin deja existent „vegetus”, care tradus înseamnă „proaspăt, viguros, sănătos”. În plus, era destul de simbolic, deoarece în sunetul său semăna cu „vegetal” - „vegetal”.
În 1847, prima Societate Vegetariană a fost fondată în Anglia; Germania, Olanda și alte țări au urmat exemplul. Uniunea Vegetariană Internațională, o uniune a societăților naționale, și-a pus bazele în 1908. În Vest, popularitatea vegetarianismului a crescut prin secolul al XX-lea ca rezultatul interesului față de nutriție, etică și, mai recent, economie și ecologie. Azi, vegetarienii indieni, în special lacto-vegetarienii, sunt estimați a fi 70% din totalul vegetarienilor din toată lumea. Ei constituie 20%-42% din populația Indiei. În S.U.A., sondajele arată doar 1%-2,8% din adulți care nu mănâncă carne.

## Beneficii pentru sănătate și îngrijorări

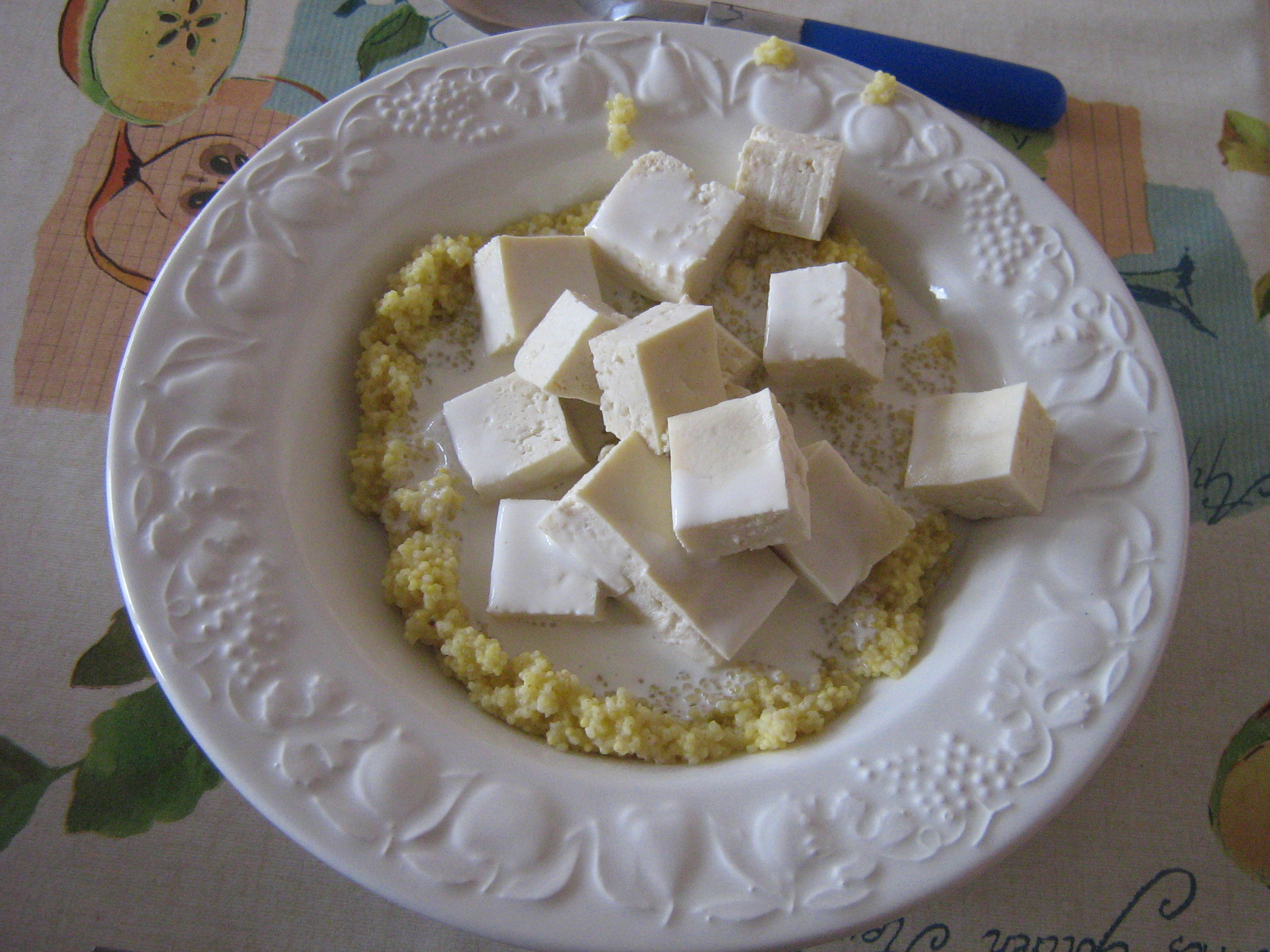
Mămăligă de mei, cu brânză de soia și smântână de soia.

Vegetarianismul este considerat a fi o dietă sănătoasă și viabilă. „Asociația Dietetică Americană și Dieticienii Canadei” a găsit un regim vegetarian planificat corespunzător pentru a satisface nevoile nutriționale pentru toate stagiile vieții, iar studiile pe scară largă arată că vegetarianismul descrește semnificativ riscul de cancer, atac de cord sau alte boli fatale. Nutrienții, proteinele și amino acizii necesari pentru susținerea corpului se pot găsi în legumele frunzoase, cereale, nuci sau lapte de soia. Aceste diete ajută la menținerea greutății corpului sub control și reduce astfel riscul de boală de inimă sau osteoporoză. 
Carnea roșie, în particular, s-a descoperit a fi direct asociată cu creșterea dramatică a riscului de cancer la plămân, esofag, ficat și colon.
Alte studii arată că nu există diferențe semnificative între mortalitatea vegetarienilor și non-vegetarienilor cauzată de boală cerebro-vasculară, cancer de stomac, cancer colo-rectal, cancer la sân sau la prostată.
Asociația Dietetică Americană și Dieticienii Canadei a afirmat că un regim vegetarian contribuie cu numerose beneficii nutriționale, incluzând nivele scăzute de grăsime saturată, colesterol, nivele mai mari de carbohidrați, fibre, magneziu, potasiu, și antioxidanți precum vitamina C și E. Din cercetări clinice preliminare a reieșit că veganii au un risc mai mic de boală de inimă ischemică, hipertensiune, diabet tip 2 și obezitate. O trecere în revistă sistematică din 2016 a arătat reducerea la vegani a indicelui masei corporale, colesterolului total, colesterolului LDL, nivelului de glucoză, indicând probabil un risc mai scăzut de boală de inimă ischemică și de cancer, dar nu a avut efecte asupra mortalității, bolilor cardiovasculare, bolilor cerebrovasculare și mortalității de cancer.

### Nutriție

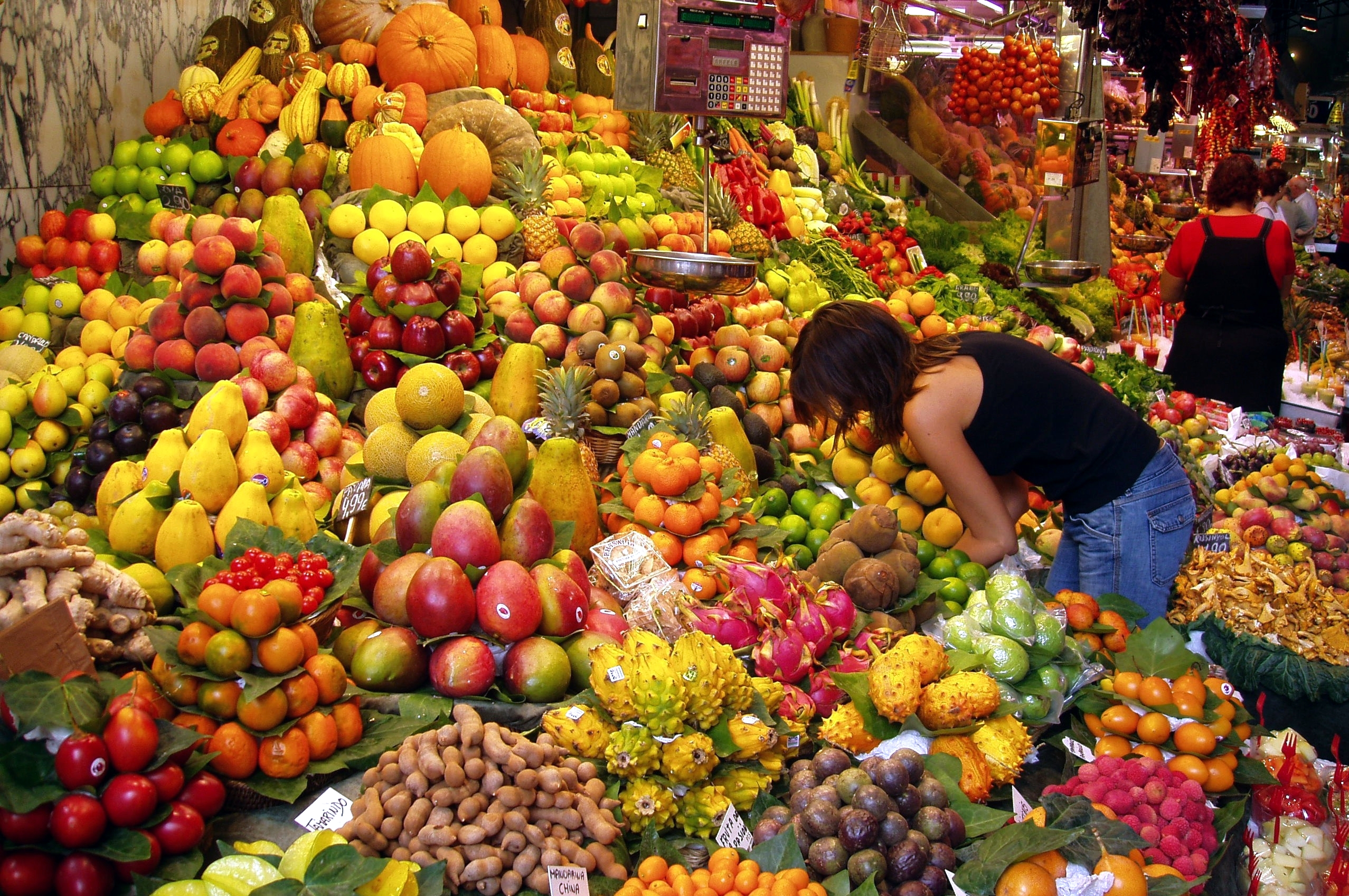
Piață de fructe din Barcelona

Dietele vegetariene vestice sunt, în mod tipic, mari în carotenoide, dar relativ scăzute în acizi grași și vitamina B12. Veganii pot avea insuficiență de vitamina B și calciu dacă nu mănâncă destule alimente precum verdețuri, plante frunzoase sau tofu.
Nivele crescute de fibră, acid folic, vitamina C și E și magneziu, precum și consumarea scăzută în grăsimi saturate sunt toate beneficii ale dietei vegetariene.

#### Proteine
Consumarea de proteine în dietele vegetariene este doar cu puțin mai scăzută decât în cea care include carnea, dar poate îndeplini cerințele zilnice pentru orice persoană, chiar și atleți.
Studiile făcute de Universitatea Harvard precum și alte studii făcute în Statele Unite ale Americii, Marea Britanie, Canada, Australia, Noua Zeelandă și câteva țări europene au arătat că dietele vegetariene contribuie cu mai mult decât necesarul de proteine atâta timp cât o varietate de plante sunt valabile și consumate. Proteinele sunt compuse din amino acizi, iar îngrijorarea frecventă pentru proteinele din surse vegetale este consumarea inadecvată de „amino acizii esențiali”, ce nu pot fi sintetizați de corpul uman. Pe când produsele lactate și ouăle asigură surse complete pentru lacto-ovo vegetarieni, singurele surse vegetale cu cantități semnificative din toate cele opt tipuri de amino acizi esențiali sunt soia, semințele de cânepă, amarant, hrișcă. Nu este imperativ, totuși, a obține proteine din aceste surse - amino acizii necesari pot fi de asemenea obținuți prin mâncarea de o varietate de plante complementare, care în combinație asigură toți amino acizii esențiali (ex. orez și fasole, humus, pita etc.). O consumare variată de asemena surse poate fi adecvată.

#### Fier
Dietele vegetariene conțin în mod tipic nivel de fier similar cu cele non-vegetariene, dar acestea au biovalabilitate scăzută față de fierul din surse de carne. Printre mâncărurile vegetariene bogate în fier se includ: fasolele negre, acaju, linte, ovăz, stafide, păstăi, boabe de soia, câteva cereale, semințe de floarea-soarelui, sos de tomate, pâine de grâu etc.. Dietele vegane sunt, de obicei, mai bogate în fier deoarece produsele lactate sunt scăzute în acest domeniu.
Deficiența de fier este mai comună la femeile și copiii vegetarieni decât la consumatorii de carne, dar anemia cauzată de această deficiență este rară.

#### Calciu

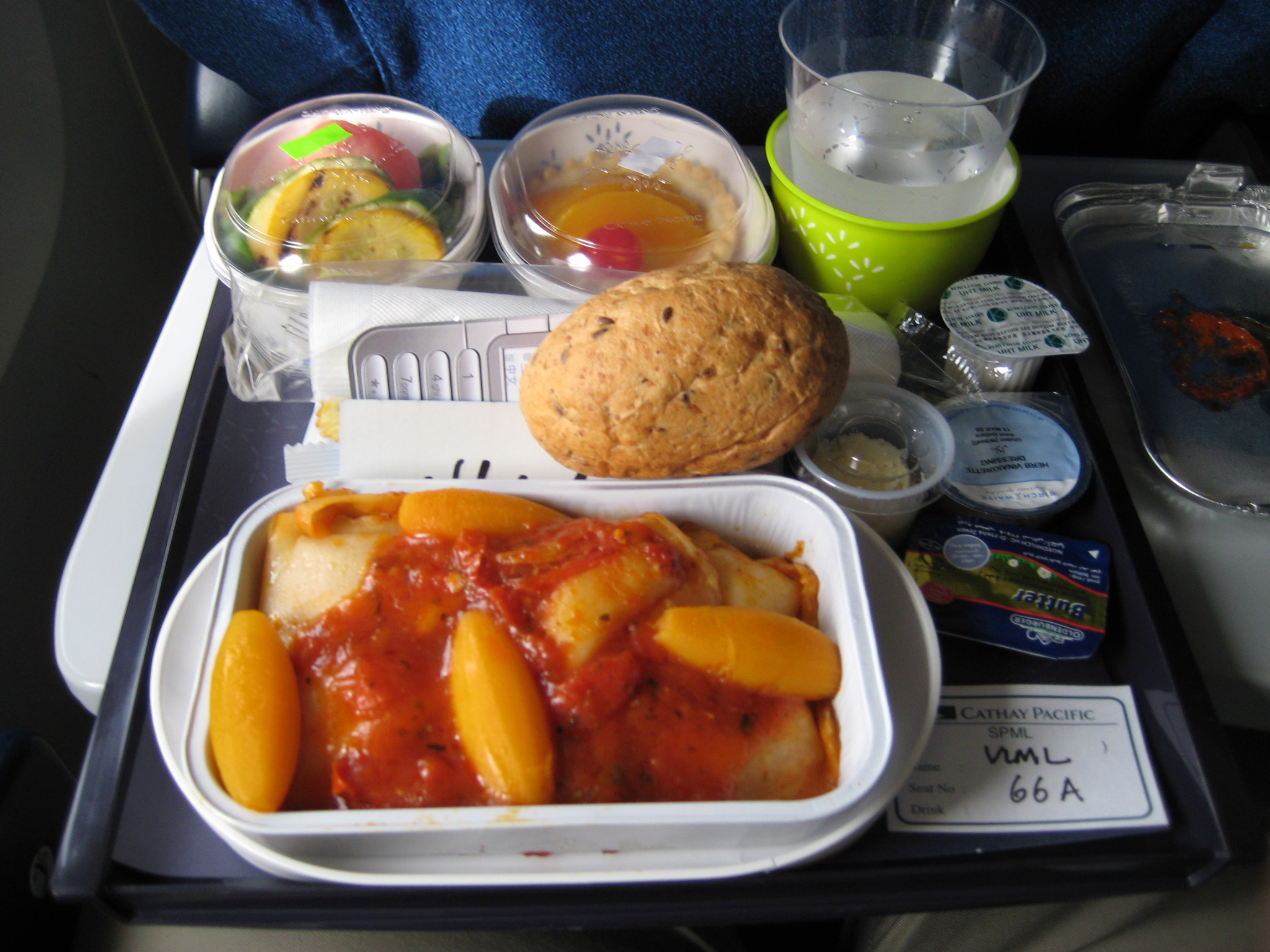
Masă vegetariană servită în avion

Nivelul de calciu consumat de vegetarieni este identic cu cel al non-vegetarienilor. Totuși, procesul de mineralizare a oaselor se atașează de veganii care nu consumă destule verdețuri frunzoase, ce sunt abundente în calciu. Acest proces nu a fost găsit în lacto/ovo/lacto-ovo vegetarieni.

#### Vitamina B12
Plantele nu sunt în general surse eficiente de vitamina B12, dar vegetarienii o pot obține prin produse lactate, ouă, fructe uscate sau suplimente alimentare. Din moment ce corpul uman conservă B12 și o refolosește fără să distrugă substanța, evidențe clinice asupra deficienței de B12 nu sunt comune. Corpul poate păstra cantități de vitamină până la 30 de ani fără să fie necesară aprovizionarea.
Recomandarea de a lua suplimente a fost pusă sub semnul întrebării de către studii ce arată că B12 exogen intervine în absorbția corespunzătoare a acestei vitamine în forma sa naturală. Numărul de studii asupra B12 a crescut în ultimii ani, iar cercetătorii de la Universitatea Hiroshima au creat metode de a crește plante bogate în această vitamină.
„Plantele de exemplu nu conțin vitamina B12. Lipsa acestei vitamine afectează în cele din urmă creierul, mai ales la copii; asta s-a întâmplat în anii '70 când Adelbert Nelissen, liderul unei secte, a convins părinții unor copii să-i alimenteze exclusiv macrobiotic-veganistic. Copiii au fost malnutriți și nu s-au mai recuperat; ca adolescenți ei aveau creiere care funcționau prost.”—Martijn B. Katan, 6 mei 2017: Eetfabels uit de oorlog
Nu există vreo plantă care să fie sursă de încredere pentru vitamina B12.

#### Vitamina D
Nivelurile de vitamina D nu apar mai scăzute la vegetarieni (deși studiile au arătat că mulți din populația generală sunt deficienți). Produse care includ laptele, laptele de soia și grâne de cereale pot fi fortificate pentru a asigura o sursă bună de vitamina D, iar ciupercile asigură 2700 unități internaționale per porție (adică aproximativ 85 grame sau 1/2 de cană) de vitamina D2 dacă sunt expuse la 5 minute de lumină UV după ce au fost recoltate. Pentru cei care nu primesc expunere solară și/sau mâncare adecvată, suplimente de vitamina D sunt necesare.

#### Acizi grași
Dieta vegetariană nu include peștele — o sursă majoră de acizi grași Omega 3, deși există unele surse pe bază de plante, precum soia, nuci, semințe de dovleac dar mai ales semințe de cânepă și in. Mâncăruri din plante aprovizionează cu acid alpha-linoleic, dar nu și acizii grași n-3 EPA și DHA, care pot fi găsiți în cantități mici în ouă sau produse lactate. Vegetarienii, și mai ales veganii, au niveluri mai scăzute de EPA și DHA decât consumatorii de carne. Pe când consecințele acestei deficiențe nu sunt cunoscute, este improbabil ca suplimentele cu acid alpha-linoleic să mărească semnificativ nivelurile.
Suplimentele conțin extracte de alge de mare. Algele întregi nu sunt bune, deoarece nivelul lor ridicat de iod limitează cantitatea în care pot fi consumate în siguranță. Totuși, unele alge precum spirulina sunt bune surse de acid gamma-linoleic, acid alpha-linoleic, acid linoleic și alți acizi.

### Longevitate

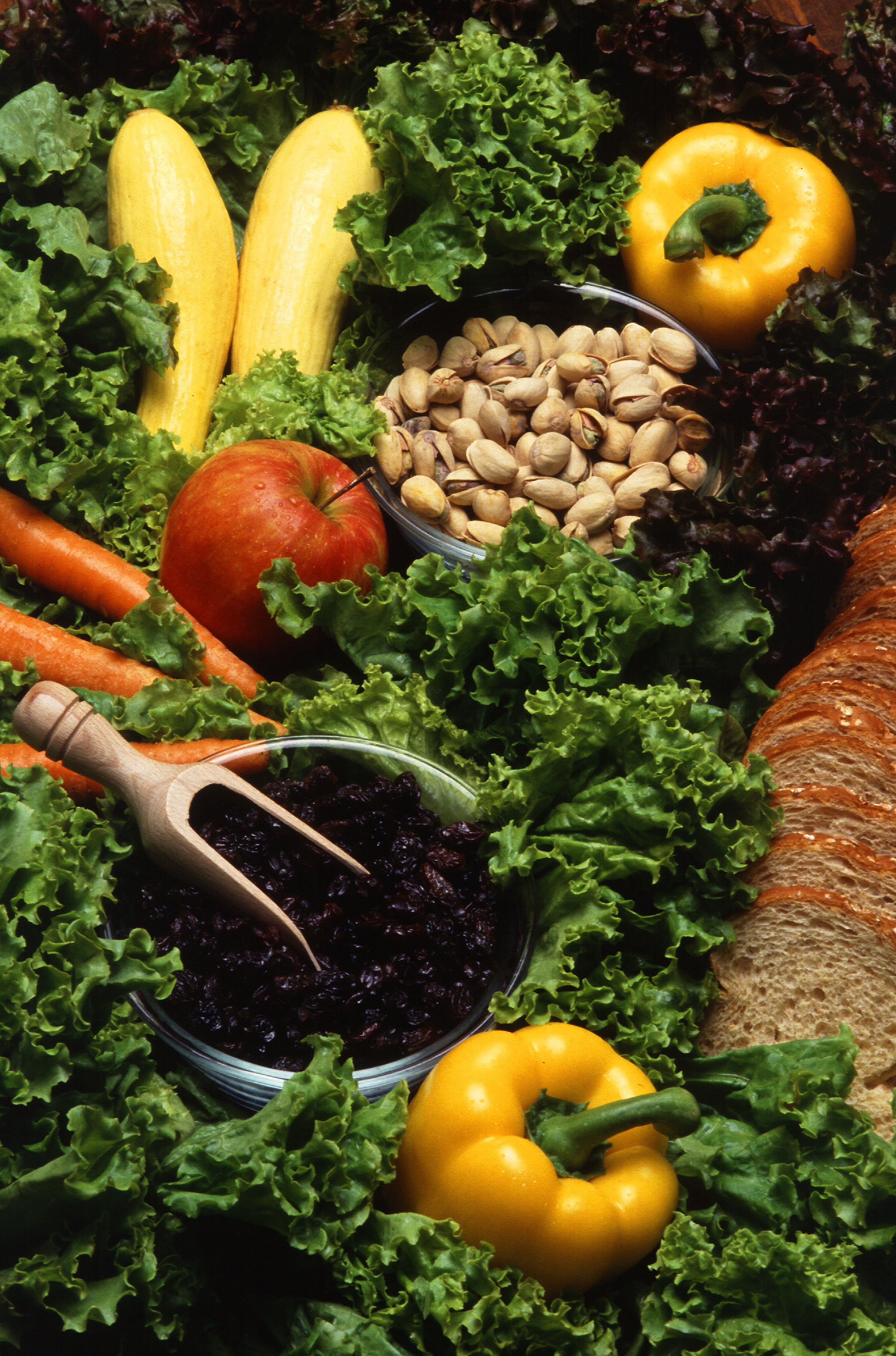
Alimente vegetariene

Un metastudiu din 1999 a comparat șase studii majore din țările vestice. S-a găsit faptul că rata mortalității este cea mai scăzută la mâncătorii de pește (0,82) urmați de lacto/ovo/lacto-ovo vegetarieni (0,84) și cei care mănâncă carne ocazional (0,84), iar apoi de cei ce consumă carne regulat și veganii (1,0). Când studiul și-a făcut cea mai bună estimare a ratei mortalității pentru vegetarieni, considerând factorii necesari, aceasta s-a dovedit a fi 0,94.
În „Mortalitatea Vegetarienilor Britanici”, s-a concluzionat că vegetarienii britanici au rata mortalității mai scăzută față de populația generală, dar poate fi comparată cu cea a unor non-vegetarieni, astfel sugerându-se că beneficiile se datorează stilului de viață non-dietetic, fără fumat.
Cercetătorii au descoperit că stilurile de viață diferite pot influența durata vieții cu până la 10 ani. Printre aceste stiluri, s-a estimat că vegetarianismul conferă de la 1-1/2 la 2 ani de viață. Cinci din cinci sondaje au concluzionat că adulții care urmează o dietă săracă în carne, bogată în plante își descresc semnificativ riscurile mortalității, relativ cu alte diete.  
Statistic vorbind, în Europa durata vieții este mai mare în sudul Franței, unde se urmează o dietă mediteraneană săracă în carne cu multe plante, decât în nordul Franței, unde o dietă bogată în carne este comună.
Un studiu al Instituitului de Medicină Preventivă și Clinică a urmărit viața a 19 subiecți vegetarieni (lacto-ovo) și 19 omnivori recrutați din aceeași regiune. S-a constatat că lacto-ovo vegetarienii au un nivel semnificativ mai mare de plasmă carboximetilisină și endoproduși avansați glicemici decât omnivorii. Aceste nivele mari joacă o funcție importantă în rolul advers procesului de îmbătrânire, sclerozei arteriale, diabetului și căderii renale cronice. 
Consumul fructozei este mai mare la vegetarieni.

### Siguranța dată de alimente

#### E.coli
Se crede că vegetarianismul reduce infecțiile cauzate de E. coli (Escherichia coli), iar susținătorii arată spre legătura dintre contaminările cu E. coli a mâncării și fermele de carne și lactate la scara industrială. Cea mai recentă epidemie de E. coli în America de Nord a demonstrat, încă o dată, această legătură deoarece sursa infecției a fost descoperită a fi o fermă mare din Salinas Valley, ce prelucrează carnea de vită, care se situează la un kilometru de o pășune de spanac, unde spanacul a devenit contaminat.
Sunt mai multe specii de E. coli și pot fi găsite în intestinele unui om sănătos, dar de cea letală, Escherichia coli O157:H7, nu s-a auzit până în anii 1980. Se crede că acest tip a evoluat în intestinele vitelor hrănite cu cereale din fermele mari industriale. Pe aceste ferme grânele sunt folosite ca mâncare pentru vite deoarece conțin nutriente. Un efect secundar este creșterea nivelului acidic din stomac - iar în acest acid letalul O157:H7 prosperă.
În 2003, un articol al Journal of Dairy Science (rom. Jurnalul Lactatelor) a găsit că între 30% și 80% din vite cară E. coli O157:H7 . În același articol, a fost relevat că la vacile ce li se schimbă dieta de la grâne la furaj, în 5 zile, abundența O157-ului descrește cu de 1000 de ori. Dar până când asemenea schimbări sunt făcute, sursa multor epidemii de E. coli va continua a fi carnea prelucrată industrial sau fermele de lactate.

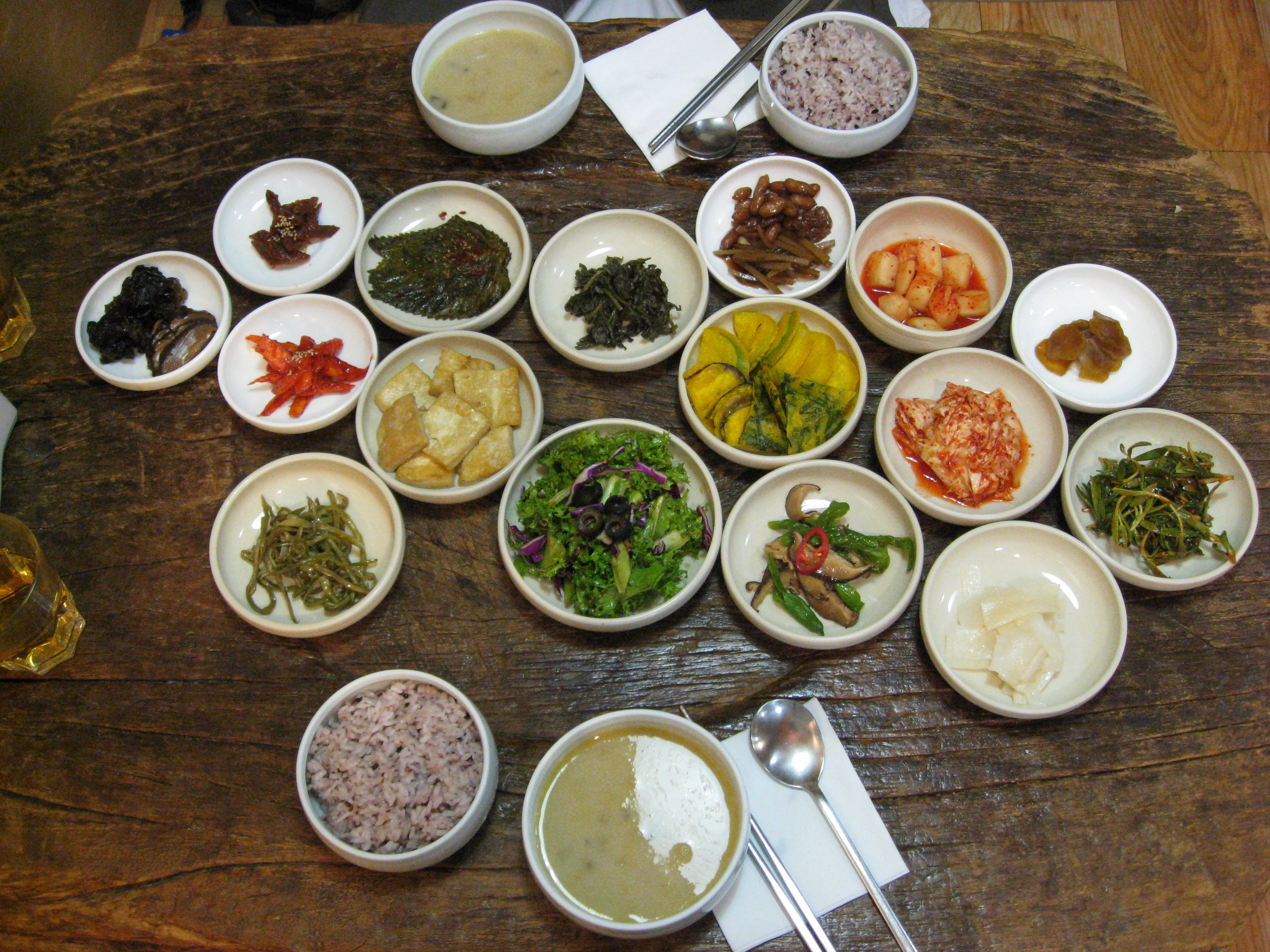
Restaurant coreean vegetarian

Este mai probabil ca, decât să schimbe modul de hrănire a vitelor de pe fermele industriale, să fie presiune să se găsească soluții tehnologice precum iradierea mâncării, planuri pentru HACCP, sau pur și simplu gătirea mai îndelungată a cărnii. Astfel de sugestii au dus la unii experți, precum profesorul de știință și ecologie jurnalistică de la UC Berkeley, Michael Pollan, să afirme că „toate aceste soluții tratează E. coli O157:H7 ca un fapt inevitabil în viață decât ceea ce este cu adevărat: o circumstanță a agriculturii industriale” .
Bacteria poate fi luată și de la mâncarea contaminată de excremente. Recentul caz de spanac și ceapă cu E. coli în S.U.A. arată că mâncărurile vegetariene sunt de asemenea susceptibile îngrijorării asupra siguranței dată de alimente . În 2005, unele persoane care au consumat salată ambalată au fost infectați cu E. coli , iar în 2007 salata de firmă a fost scoasă de pe piață după ce au găsit infecții cu această bacterie  . De fapt, epidemiile de E. coli au implicat și sucul de mere sau portocale nepasteurizat, lapte, lucerna și chiar și apa .

##### Alte îngrijorări asupra alimentației
Variate îngrijorări asupra siguranței dată de alimentele de origine animală au dus la creșterea numărului de persoane ce aleg o dietă semi-vegetariană. Printre aceste îngrijorări se enumeră pericolul gripei aviare la mezeluri, febra aftoasă la carnea de oaie, bifenil policlorinat (PCB) la somon, intoxicare cu mercur la pește, concentrație mare de dioxină în produse animale și hormoni de creștere artificiali, antibiotice sau Encefalopatie bovină spongiformă (BSE, cunoscută și ca Boala Vacii Nebune) la carnea de vită.
Conform numeroaselor organizații, boala Creutzfeldt-Jakob la oameni este strâns legată de expunerea la agentul BSE, care a fost găsit în carnea de vită. Toxine precum plumbul și mercurul se pot bioacumula în produsele animale în concentrații mai mari decât ce este considerat sigur. Legumele și fructele au și ele riscul de a fi contaminate cu reziduu de la pesticide sau cu chimicale interzise folosite pentru a coace fructele. Cazuri recente de epidemii de infecții cu salmonelă, contaminări ale untului de arahide sau legumelor congelate indică faptul că și alimentele vegetariene sunt susceptibile contaminării.

### Uz medical
În medicina vestică, pacienții sunt sfătuiți câteodată să adere la dieta vegetariană.  Unele specializări alternative, precum Ayurveda și Siddha, prescriu dieta aceasta ca o procedură normală.

### Fiziologie
Părerea generală în lumea științifică este că la fiziologia omului, cea mai indicată este dieta omnivoră. Grupul „Vegetarian Resource Group”, printre alții, a concluzionat că oamenii sunt în mod natural omnivori, dată fiind abilitatea de a digera atât carne cât și plante, cu tendința metabolică de a se adapta, ceea ce le dă nevoi nutriționale satisfăcute de nutriente animale și vegetale. 
Alte argumente sunt cele care precizează că anatomia omului este mai asemănătoare cu a erbivorelor, cu tracturi intestinale lungi și dinți neascuțiți, spre deosebire de omnivore și carnivore. Dinții umani, cu tot cu caninii relativ tociți, sunt mai asemănători cu cei găsiți la animalele cu diete erbivore. Experții în nutriție cred că primii oameni neevoluați au ajuns să mănânce carne ca rezultat al schimbării drastice a climatului, care a avut loc acum 3-4 milioane de ani în urmă, când pădurile și junglele s-au uscat și au devenit zone de savană, ceea ce a deschis oportunități de vânătoare.

## Motive pentru urmarea dietei vegetariene

### Etică

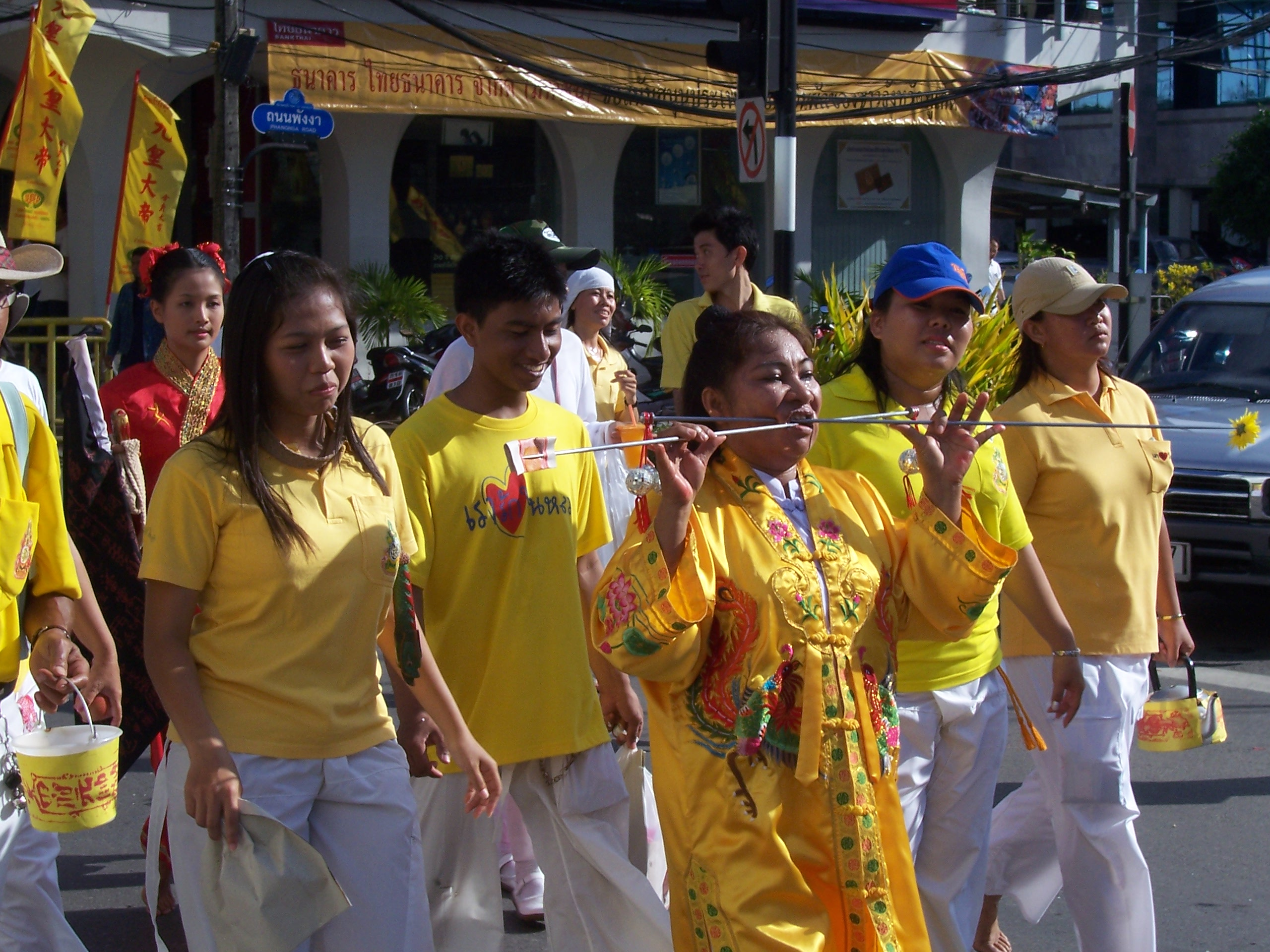
Festival Vegetarian

Diferite motive etice au fost sugerate pentru alegerea vegetarianismului. A fost argumentat, spre exemplu, că producția, măcelărirea și consumarea cărnii unui animal nu este etic. Argumentele includ credința în drepturile animalelor, dezgustul față de pricinuirea durerii unei vietăți capabilă de a simți, sau credința în faptul că uciderea nenecesară a altor animale este o moștenire greșită.
De asemenea, s-a argumentat că, deși producția și consumarea cărnii poate fi acceptabilă ca și concept, modul prin care animalele sunt tratate în industria comercială nu este etică. Cartea „Animal Liberation” (rom. Eliberarea animalelor) scrisă de Peter Singer a influențat foarte mult mișcarea drepturilor animalelor și în special vegetarianismului etic. În țările dezvoltate, vegetarianismul etic a devenit popular mai ales după ce s-a aflat de fermele din fabrici, un sistem unde animalele sunt ținute în mare parte din viața lor înăuntru, în condiții ce restricționează mobilitatea. Porcii, găinile ce depun ouă, puii pentru carne și mieii sunt animalele cele mai des ținute sub aceste condiții. Mulți cred că acest tratament de care suferă animalele pentru producția cărnii sau produselor animale îi obligă să nu mai folosească niciodată aceste produse.
Argumente ce nu țin de drepturile animalelor există în multe filozofii vegetariene. Avansarea încălzirii globale este un factor cheie pentru vegetarienii preocupați de mediul înconjurător. Conform unui studiu făcut de Universitatea din Chicago, schimbarea dietei cu carne într-una vegetariană reduce emisiile de carbon cu de 1,4 ori mai mult decât cantitatea redusă de la schimbarea unui Toyota Camry cu o mașină hibrid. Asta din cauză că o cantitate mare de metan este în aerul emis de la măcelărirea animalului, metanul fiind un gaz cu efect de seră cu 32% mai potent decât dioxidul de carbon. Expedierea cerealelor și a bovinelor joacă un rol esențial în problemă, dat fiind faptul că e nevoie de 8 kg de cereale pentru a obține 1 kg de carne. Mulți vegetarieni cred că mâncând atât de sus pe lanțul trofic are un rol prea important la foametea globală pentru a justifica consumarea cărnii.

### Religie
Hinduismul și jainismul învață stilul vegetarian ca și comportament moral, în timp ce creștinismul și islamul nu o fac. Budismul nu interzice carnea în general, dar budismul Mahayana încurajează vegetarianismul ca fiind benefic pentru dezvoltarea compasiunii.

#### Creștinism
Pe când vegetarianismul nu este comun în tradiția creștinismului vestic, conceptul apare periodic. Conform Bibliei, la început, oamenii și animalele erau vegetariene. Imediat după Potop, Dumnezeu a permis mâncatul cărnii, dar unii susțin că Dumnezeu a îngăduit consumul cărnii doar temporar, deoarece toate plantele au fost distruse de către potop. Unii creștini cred că Biblia explică faptul că, în viitor, oamenii și animalele se vor întoarce la vegetarianism.
Lideri creștini, precum pastorul Andrew Linzey, au susținut punctul de vedere care afirmă că Iisus era vegetarian. Unele persoane cred că în cartea lui Daniel se promovează specific vegetarianismul ca fiind benefic. Totuși, teologia argumentează că, în acest caz, Daniel respinge mâncarea considerată a fi nesfântă de către credința lui (alimente ce au fost sacrificate zeilor păgâni), nu neapărat carne. Noul Testament din Biblie spune că alegerea dietetică unei persoane are consecințe minore și nu ar trebui să fie punct de confruntare (Romani, 14:1-3). Așadar, creștinii moderni consideră vegetarianismul ca o alegere personală perfect acceptabilă, ce are multe din implicațiile postirii.
Toate Bisericile Ortodoxe Orientale, Ortodoxe Estice și Greco-catolice monastice se abțin de la carne tot anul, iar multe se înfrână de asemena și de la produse lactate și mâncare de mare. Profanii, în general, se abțin de la produse animale miercurea (datorită unei credințe tradiționale că într-o miercuri a aranjat Iuda să-l trădeze pe Iisus) și vinerea (deoarece într-o vineri a fost crucificat Iisus), precum și în timpul celor patru mari posturi ai anului: Postul Paștelui, Postul Apostolilor, Adormirea Maicii Domnului și Postul Crăciunului. Acestea nu sunt cu scop de protejare a mediului sau a drepturilor animalelor, dar cu motive spirituale. Postirea este văzută ca purificare și redobâdire a inocenței. Deși ascultă de Biserica Ortodoxă și practicile ei ascetice, creștinul-ortodox caută să se scape de pasiuni, sau de înclinața de a păcătui.
Biserica Adventistă de Ziua a Șaptea recomandă dieta vegetariană ca un stil de viață holistic în învățăturile sale. Un număr de persoane din fondatorii Bisericii Adventiste de Ziua a Șaptea, printre care Joseph Bates și Ellen White au adoptat dieta vegetariană în timpul secolului al XIX-lea; s-a zvonit că Ellen White ar fi primit viziuni cu privire la beneficiile dietei vegetariene. Mai recent, membrii Bisericii Adventiste de Ziua a Șaptea din California au fost implicați într-o cercetare datorită longevității lor potrivit stilului lor de viață sănătos, ce include vegetarianismul.

#### Hinduism

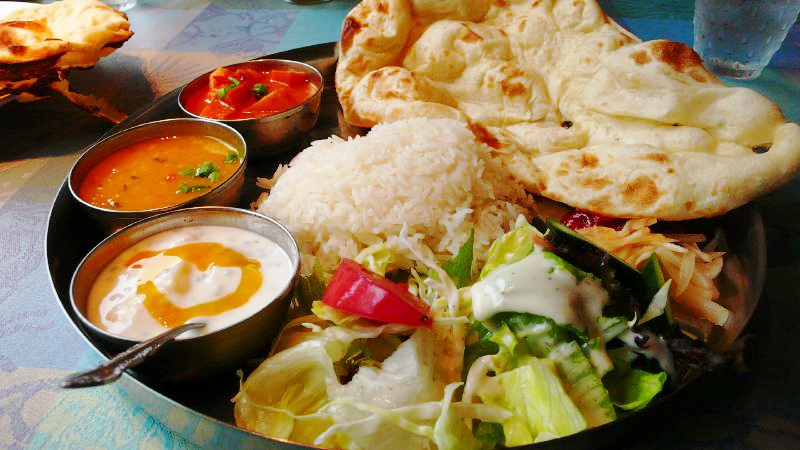
Delicatese vegetariene din cultura indiană

Majoritatea căilor hinduse conține vegetarianismul ca ideal. Sunt trei motive pentru acest lucru: principiul non-violenței (ahisma) aplicate animalelor, intenția de a oferi numai mâncare pură (vegetariană) unei zeități, și apoi de a primi-o înapoi, și convingerea cum că mâncarea non-vegetariană este dăunătoare pentru minte și pentru dezvoltare spirituală.
Non-violența este o îngrijorare comună pentru toate tradițiile vegetariene în hinduism; celelalte două aspecte sunt relevante pentru cei ce urmează căi spirituale speciale. 
Totuși, obiceiurile hindușilor variază în funcție de comunitatea lor și de tradițiile regionale. Vegetarienii hinduși evită de obicei ouăle, dar consumă lapte și produse lactate, deci sunt lacto-vegetarieni.
Mulți locuitori ai Indiei de la coastă consumă pește. Majoritatea hindușilor mănâncă carne.

#### Iudaism
Un număr de studenți evrei văd vegetarianismul ca un ideal moral, nu din cauza grijii față de animale, dar datorită faptului că măcelăritul animalelor cauzează individului ce execută asemenea acte dezvoltarea unor trăsături de caracter negative. Astfel, grija lor are legătură cu efectele dăunătoare asupra omului, nu a bunăstării animalului. Rabinul Joseph Albo afirmă că renunțarea la consumarea cărnii pentru binele animalului nu este numai eronat moral, dar și respingător.
Un om instruit, modern, care este deseori citat ca privind vegetarianismul cu mare îngăduință, este decedatul rabin Abraham Isaac Kook. În scrierile sale, rabinul povestește despre vegetarianism ca un ideal și arată spre faptul că Adam nu a împărtășit din carnea animalelor. Totuși, în context, el face acele comentarii în descrierea sa a erei mesianică. El ia în considerare statutul moral al omului în acea perioadă ca fiind asemănător cu cel al lui Adam înainte de păcatul lui și vede renunțarea la plăcerea cărnii animale ca parte din conștiența morală ridicată ce va fi manifestată la timpul respectiv. Rabinul Kook este empatic în povățuirea vegetarianismului de a nu fi adoptat ca o normă de conduită umană prioritară sosirii celei de-a doua erei mesaice.
Conform unor cabaliști, doar unui mistic, care este capabil să simtă și să eleveze sufletele umane reîncarnate și „strălucirile divine”, ii se permite să consume carne, deși mâncarea pulpii unui animal încă poate să cauzeze pagube spiritulae sufletului. Un număr de grupuri și activiști vegetarieni evrei-ortodocși promovează asemenea idei  și cred că permisiunea halakhică de a consuma carne este o indulgență temporară pentru cei care nu sunt încă gata să accepte dieta vegetariană.
Având relații cu atât Iudaismul cât și Creștinismul antic, membrii anticului grup religios Essene practicau vegetarianismul strict, împărțind o credință similară cu ideea hindușilor și a jainiștilor de Ahisma (sau „lipsă de nocivitate”).
Traducerea celor Zece Porunci a Torahului spune „să nu ucizi”. Mulți argumentează că aceasta poate fi luată sub semnificație de a nu ucide deloc, nici animale, nici oameni, sau cel puțin „cineva să nu ucidă nenecesar”, în același mod în care restricțiile apăsătoare asupra sclaviei din Biblie au fost interpretate de teologii moderni ca sugerarea de a nu o face deloc.

#### Jainism
Cei care practică jainismul sunt, în general, lacto-vegetarieni. Niciun produs obținut de la un animal mort nu este permis. Jainiștii consideră vegetarianismul ca dieta ideală în mod similar cu hindușii, cu accentul pe principiul non-violenței. Aceasta este condiția indispensabilă pentru progresul spiritual.
Unii indivizi foarte dedicați sunt fructarieni. Mierea este interzisă, deoarece colectarea acesteia este văzută ca violență împotriva albinelor. Unii jainiști nu consumă părți ale plantelor care cresc în pământ, ca rădăcina, deoarece mici animale pot fi omorâte când plantele sunt smulse.

#### Budism

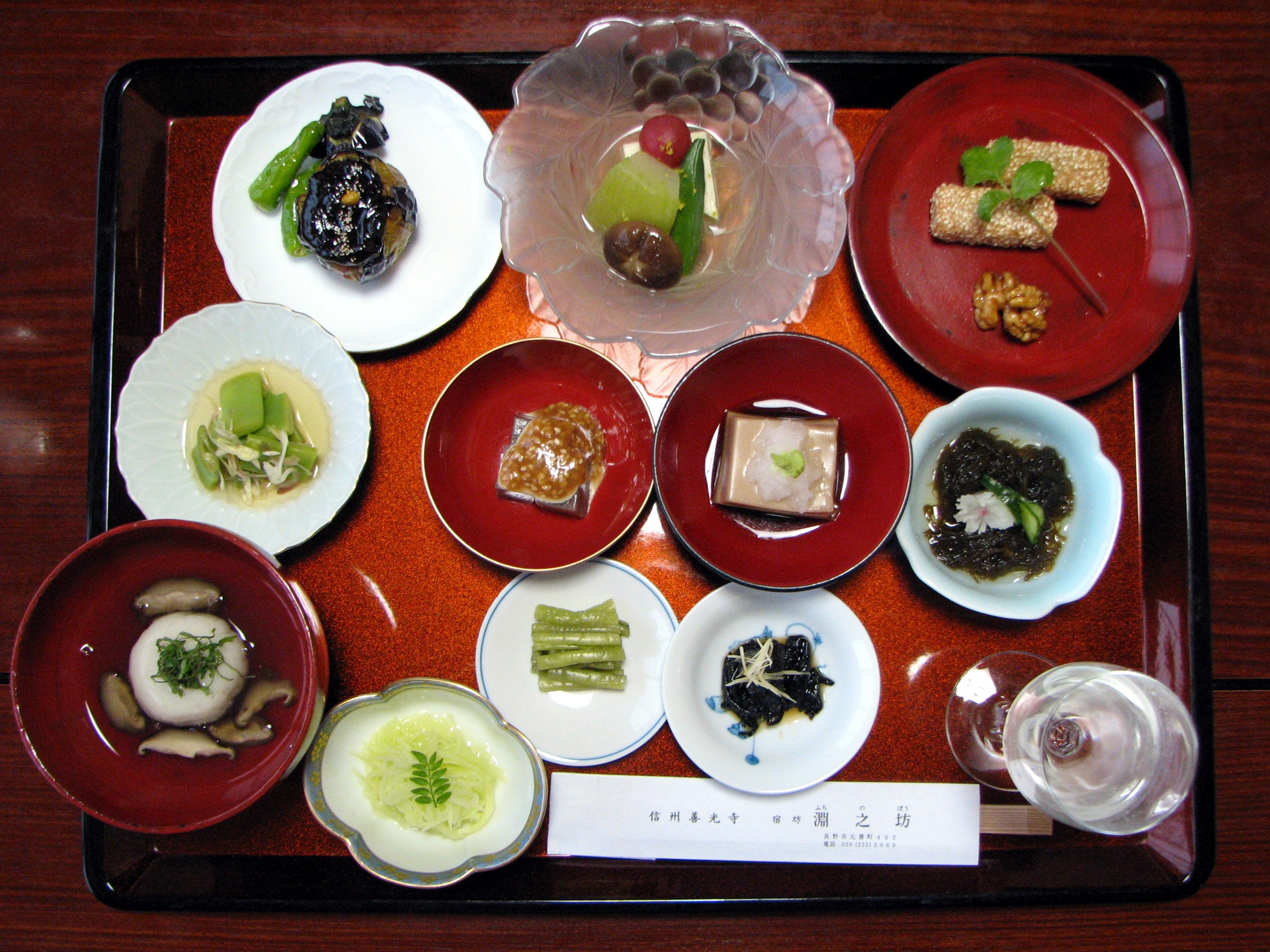
O cină vegetariană la un templu japonez budist

În Budismul din Theravada, Buddha însuși mânca carne și nu le-o interzicea adepților lui. Theravazii făceau distincția clară între perceperea directă a vieții și mâncatul cărnii animalului, ce a fost deja omorât. Astfel, ei considerau că fiind măcelar sau vânător nu este etic, și nu o promovau prin cumpărarea cărnii, dar călugării nu puteau să o refuze dacă li se oferea. Dar pentru oamenii de rând nu exista interzicere. Majoritatea budiștilor din Asia consumă carne.
În budismul Mahayana, sunt câteva texte sanscrite unde Buddha își sfătuiește adepții să evite produsele din carne. Budismul Mahayana încurajează călugării să fie strict vegetarieni și este recomandat pentru oamenii de rând, dar nu se impune.

#### Islam
Islamul permite consumarea cărnii dacă aceasta e „halal” (termen arăbesc pentru permis); totuși, optarea pentru vegetarianism este valabilă. Aceasta este o decizie personală, suportată de o filozofie religioasă generală ce impune bunătatea față de animale. 
Vegetarianismul a fost practicat de câțiva musulmani cu influență, printre care teologul indian și poet  Râbi‘ah al-‘Adawîyah of Basrah, care a murit în anul 801 și de maestrul Bawa Muhaiyaddeen din Sri Lanka.
Musulmanii au de asemenea libertatea alegerii în cazuri medicale, sau dacă pur și simplu nu le place carnea. Dar alegerea de a mânca vegetarian poate fi controversată. Conform lui Hâfiz Nazr Ahmad, deși numărul de vegetarieni musulmani crește, aderenții individuali tind să o țină un secret. În ianuarie 1996, Uniunea Vegetariană Internațională a fondat Societatea Vegetariană Musulmană. Au menționat din Coran: „Nu este un animal pe pământ, nici pasăre ce zboară pe propriile aripi — dar ei sunt o comunitate ca tine” (Coranul, 6:38).
Mulți musulmani care mănâncă de obicei carne vor selecta opțiunile vegetariene când vor mânca în restaurante non-halal. În acest mod vor fi cerți în observarea restricțiilor dietetice.

#### Sikhism
Adepții Sikhismului sunt divizați după opinia lor în legătură cu statusul religiei lor față de consumarea cărnii. Deși mulți sikhi consumă carne, majoritatea sikhilor inițiați se abțin de la mâncarea acesteia sau a ouălelor.
Guru Nanak a spus că orice consumare de mâncare implică o drenare a resursleor Pământului și astfel, a vieții. Al zecelea guru, Guru Gobind Singh, a interzis sikhiștilor să mănânce halal sau Kutha (orice fel the carne măcelărită ritualic), deoarece credința Sikh spune că sacrificarea unui animal în numele lui Dumnezeu este doar ritualic (și trebuie evitat).

#### Neo-păgânism
Mulți care practică o credință care cade sub definiția neo-păgână sunt de asemenea vegetarieni. De când neo-păgânismul accentuează sanctitatea Pământului și Naturii, o dietă vegetariană este adoptată din grijile față de mediul înconjurător și/sau bunăstarea animalelor.

### Cultură
Oamenii pot alege să fie vegetarieni datorită creșterii într-un mediu de natură vegetariană, sau a unui partener, membru al familiei sau prieten vegetarian. O societate predominant și prin tradiție vegetariană de asemenea promovează continuarea unei astfel de tradiții.
Vegetarianismul pe timp limitat pare să fie atrăgător pentru tinerii din societățile vestice. Într-un experiment din 2007, elaborat de Universitatea Michigan Medical School, cu intenția de a studia cum se răspândesc memele, a dus la o încercare inclusă de a încuraja vegetarianismul pe timp limitat. Mema însăși  a adus la viață conceptul de „Miercurea Vegetariană”. Aceasta sugerează că aceia care optează pentru vegetarianismul pe timp limitat ar consuma hrana normală zilnic, cu excepția fiecărui miercuri al săptămânii, unde trebuie să mențină o dietă vegetariană.

### Mediul înconjurător

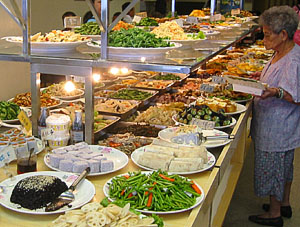
Bufet budist din Taiwan

Vegetarianismul ambiant se bazează pe credința că producția de carne și de alte produse animale, în special prin ferme industriale, nu asigură un echilibru între sistemele socio-economice și elementele capitalului natural, sau, în alt caz, poate fi dăunătoare. Cercetările recente susțin cu fermitate aceste griji: conform unei inițiative din 2006 a Națiunilor Unite, industria șeptelului este unul dintre cei mai mari contribuitori a degradării ambiante globale, iar metodele moderne de creștere a animalelor pentru mâncare contribuie la „o scară largă” la poluarea aerului și a apei, degradarea terenurilor, schimbarea climatului și pierderea biodiversității. Inițiativa a concluzionat că „sectorul șeptelului iese la suprafață ca unul din top trei cei mai semnificativi contribuitori la cele mai serioase probleme a mediului înconjurător, la fiecare scară, de la local, la global”.
În plus, s-a arătat despre agricultura animalieră că ar fi una dintre cele mai mari surse de gaze cu efect de seră - responsabilă pentru 18% din emisiile globale, măsurate în echivalente de CO2. Prin comparație, toate emisiile mijloacelor de transport adunate (printre care mașini, camioane, autobuze, trenuri, vapoare sau avioane) emit 13,5% din CO2-ulprezent în atmosferă. Fermele de animale produc 65% din oxidul nitros produs de om și 37% din tot metanul emis de om. Habitatul pentru sălbăticiuni aprovizionat de fermele monoculturale industriale este foarte sărac, iar agricultura industrială modernă este considerată a fi o amenințare pentru biodiversitate, comparat cu practici agriculturale precum agricultură organică, permacultură, agronomie și altele. Animalele hrănite cu grâne și cele ce se bazează pe păscut au nevoie de mai multă apă decât lanurile de grâne. Conform Departamentului de Agricultură a Statelor Unite ale Americii, lanurile crescute și necesare pentru a hrăni animalele din fermă au nevoie de aproximativ jumătate din resursele de apă din S.U.A. și 80% din terenurile sale agriculturale. Pe deasupra, aceste animale consumă 90% din lanurile de soia, 80% din lanurile de porumb și un total de 70% din grânele sale.
Ținând cont de producția hrană-animal, de la hrănire până la consum, ineficiențele producției de carne, lapte și ouă variază de la 4:1 până 54:1, rație de energie intrare - proteine ieșire. Acest fapt, în primul rând, datorită faptului că hrana trebuie mai întâi crescută pentru a putea hrăni vitele, iar în al doilea rând vertebratele cu sânge cald au nevoie să ardă multe calorii doar pentru a rămâne cald (spre deosebire de plante sau insecte). Un index ce poate fi folosit, este pentru a calcula eficiența conversiunii mâncării ingerate în substanțe corporale, ce indică, de exemplu, că doar 10% este convertit în substanțe corporale de către vite, spre deosebire de 19%-31% de viermii de mătase și 44% de gândaci.
Profesorul de ecologie David Pimentel a afirmat: „dacă toate grânele folosite în prezent pentru a hrăni șeptelul din Statele Unite ar fi date consumului direct pentru oameni, numărul de persoane ce ar putea fi hrănite ar ajunge la 800 de milioane”.
Pentru a produce alimente animale pare să fie, conform acestor studii, tipic mai puțin eficient decât recoltarea grânelor, legumelor, semințelor sau fructelor. Totuși, acest fapt nu se aplică animalelor ce pasc, în loc de a fi hrănite, în special cele care pasc pe terenuri ce nu pot fi folosite pentru alte scopuri. Acestea nu s-ar aplica nici cultivației insectelor pentru hrană (numită entomofagie), ceea ce ar fi mai ușor de susținut ecologic decât mâncatul vitelor ce vin de pe ferme industriale. Carnea produsă în laborator (numită carne în vitro) poate fi de asemenea mai ecologică decât cea produsă în mod normal.
Conform teoriei dinamica troficii, este nevoie de zece ori mai multe recolte pentru a hrăni animalele ce sunt înmulțite pentru producția cărnii decât ar fi necesar pentru a hrăni același număr de oameni vegetarieni. Curent, 70% din tot grâul, porumbul și alte cereale recoltate sunt date animalelor din ferme. Acest fapt a condus la mulți proponenți să creadă că este iresponsabil ecologic să consumi carne. Creșterea a unui număr relativ mic de animale rumegătoare este deseori benefic, precum a fost și observat  de Universitatea Food Climate Research Network at Surrey University, ce afirmă: „Puțină producție de șeptel este un lucru bun pentru mediu”. În 2008, Rajendra Pachauri, preșesinte a Grupului interguvernamental de experți în evoluția climei, a afirmat:
| “ | Ministerul Agriculturii de la ONU a estimat că emisiile directe de la producțiile de carne sunt responsabile pentru 18% din totalitatea emisiilor de gaze cu efect de seră. Deci vreau să subliniez faptul că printre opțiunile de a diminua schimbarea climatului, modificarea dietei este ceva ce ar trebui luat în considerare. | ” |

### Psihologic
Unii vegetariene aleg să practice acest stil de viață deoarece găsesc carnea și produsele din carne din punct de vedere estetic neapetizant. „The Whole Earth Vegetarian Catalogue” a elaborat teza 49 de motive pentru a fi vegetarian, printre care și acela cum că „părți ale animalelor în descompunere, fie în congelator, fie servite la restaurant, nu pot fi niciodată satisfăcătoare estetic simțurilor precum alimentele din surse vegetale. Doar obișnuința poate permite unei persoane să nu perceapă acest lucru: o schimbare în dietă o face evidentă”.

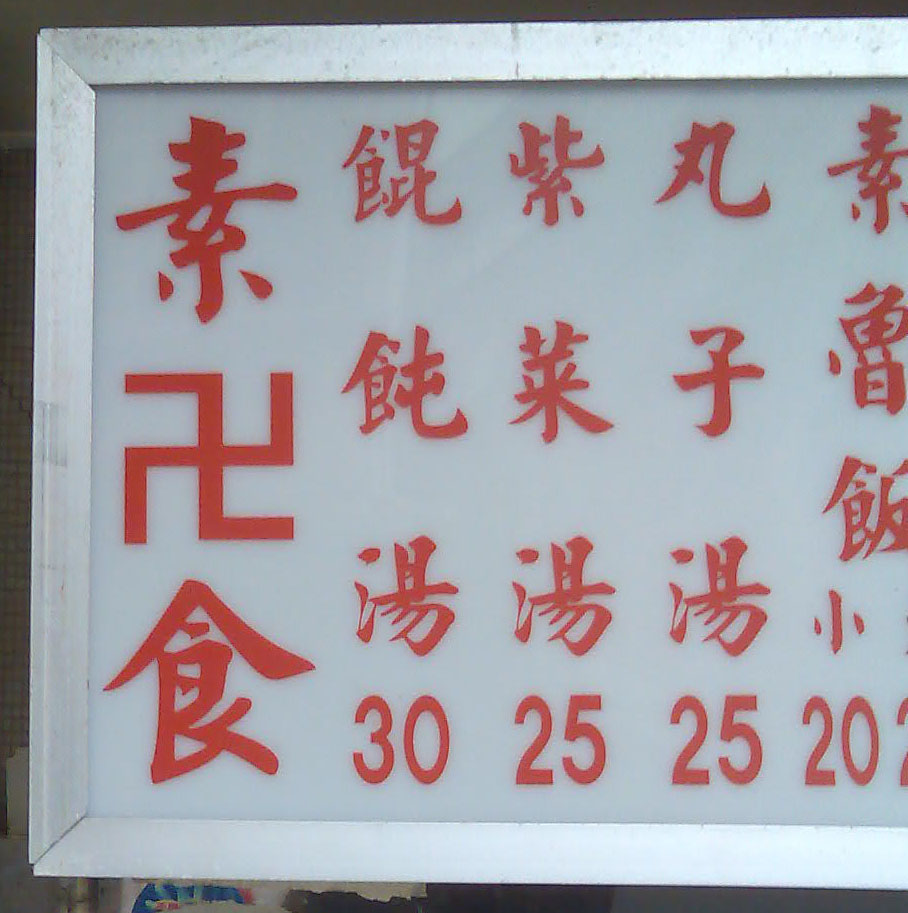
Semn vegetarian în Taiwan

Metafora făcută de Douglas Dunn este aceea dacă îi dai unui copil un măr și un pui viu, copilul, instictiv, s-ar juca cu puiul și ar mânca mărul, pe când dacă unei pisici i s-ar da aceleași alternative, alegerea ar fi una opusă celei copilului. Deși poate fi considerată o comparație eșuată, din moment ce pisicile sunt carnivore, s-a făcut referire l-a faptul că la omnivore asemenea omului - precum cimpanzeii -, la puii lor s-ar putea să nu existe instinctul de omor pentru pradă, cum ar fi acela pentru galago din Senegal, când i se prezintă unul împreună cu un fruct, deși aceștia sunt vânați de către cimpanzei. Și această comparație poate suferi datorită unui sofism logic, „a apela la natură”.
Într-o afirmație similară, Scott Adams - tot un vegetarian - a spus: „Pe când o vacă vie îl face pe leu să saliveze, omului nu-i vine decât să zică «muu» și să vadă dacă vaca răspunde”.
În terapia unor tulburări mintale și/sau intoleranțe alimentare, dietele vegetariene sunt considerate un element necesar.

### Economic
Un vegetarian economic este un individ care practică dieta vegetariană din punctul de vedere filozofic ce cuprinde fapte precum sănătatea publică și foametea mondială, convingerea că mâncarea cărnii este nejustificat economic, fiind parte doar dintr-o strategie de trăire simplă sau doar din necesitate. Conform Institutului World Watch reduceri masive în consumarea cărnii în națiunile industriale va ușura povara instituțiilor de sănătate în timp ce va îmbunătăți sănătatea publică.
Printre vegetarienii economici se numără și persoanele din lumea a treia, care urmează o dietă vegetariană doar din cauza prețului crescut al cărnii.

### Condiții de muncă
Unele grupuri promovează vegetarianismul ca un mod de a compensa tratamentul și condițiile de muncă umile a muncitorilor din industriile de carne. Aceste grupuri citează studii arătând pagubele psihologice cauzate de lucrul în industrii de carne, în special în fabrici și medii industrializate, și aduc argumente că industria de carne violează drepturile muncitorilor, prin punerea acestora să execute sarcini dificile și epuizante fără consiliere, antrenament sau informare adecvată. Totuși, condițiile de muncă a muncitorilor în agricultură, în special a celor non-permanenți, rămân sărace și cu mult dedesubt celor din alte sectoare economice. Accidente, incluzând intoxicarea cu pesticide, printre fermieri și muncitori de câmp contribuie la creșterea riscurilor de sănătate, precum mortalitate. De fapt, conform International Labour Organization, agricultura se numără printre primele trei cele mai periculoase slujbe din lume.

## Demografică
Un studiu observațional din Jurnalul Britanic de Medicină, deși făcut între subiecți cu un IQ mediu și cu diferențe mici între ei, a aflat că IQ-ul crescut în copilărie este asociat cu vegetarianismul mai târziu în viață. Conform acestui studiu „Un IQ mai mare la vârsta de 10 ani a fost asociat cu probabilitatea mare de a fi vegetarian la 30 de ani [...] IQ-ul a rămas prevăzător semnificativ statistic de a fi vegetarian ca adult după ajustarea pentru clasa socială (atât în copilărie cât și la maturitate), calificări academice sau vocaționale și sex”. Dar asemenea corelații pot fi explicate de legătura între IQ-ul ridicat și tendința spre non-conformism, precum și conștientizarea mai mare față de sănătate.

### Statistici pe sexe
Un studiu din 1992 condus de organizația cercetărilor Yankelovich susține: „din cele 12,4 milioane de persoane care se numesc vegetarieni, 68% sunt de gen feminin și doar 32% masculin.”
Unele studii arată că la femeile vegetariene este mai probabil să aibă copii de gen feminin. Printr-un sondaj de 6,000 de femei gravide în 1998 au descoperit că, în timp ce în Mare Britanie media este de 106 băieți născuți la fiecare 100 fete, pentru mamele vegetariene raportul este de doar 85 băieți la 100 fete. Dar această cercetare a fost mai târziu anulată. 
Sunt speculații că dietele bogate în soia, datorită conținutului de isoflavon, pot avea efect feminizant pentru oameni, din cauza fitoestrogenului. Cei care au propus această teorie susțin că dietele bogate în isoflavon devansează pubertatea la fete și amână pubertatea la băieți.

### Informații specifice pe țară

Etichetele folosite în India pentru diferențierea produselor vegetariene de cele non-vegetariene

Vegetarianismul este văzut în diferite moduri prin lume. În unele zone există chiar suport legal și cultural, dar în altele dieta este prost înțeleasă și dezaprobată. În multe țări etichetarea mâncării se practică pentru a face mai ușor pentru vegetarieni să identifice alimentele compatibile cu dieta lor. 
În India, nu numai că se etichetează produsele din magazine, dar multe restaurante sunt etichetate ca fiind fie „Vegetariene” sau „Non-vegetariene”. Oamenii vegetarieni din India sunt de obicei lacto-vegetarieni și astfel, majoritatea restaurantelor vegetariene vând produse lactate, dar nu și ouă. Prin comparație, restaurantele vegetariene din Occident vând și ouă.